# 3 Syberyjski Korpus Armijny

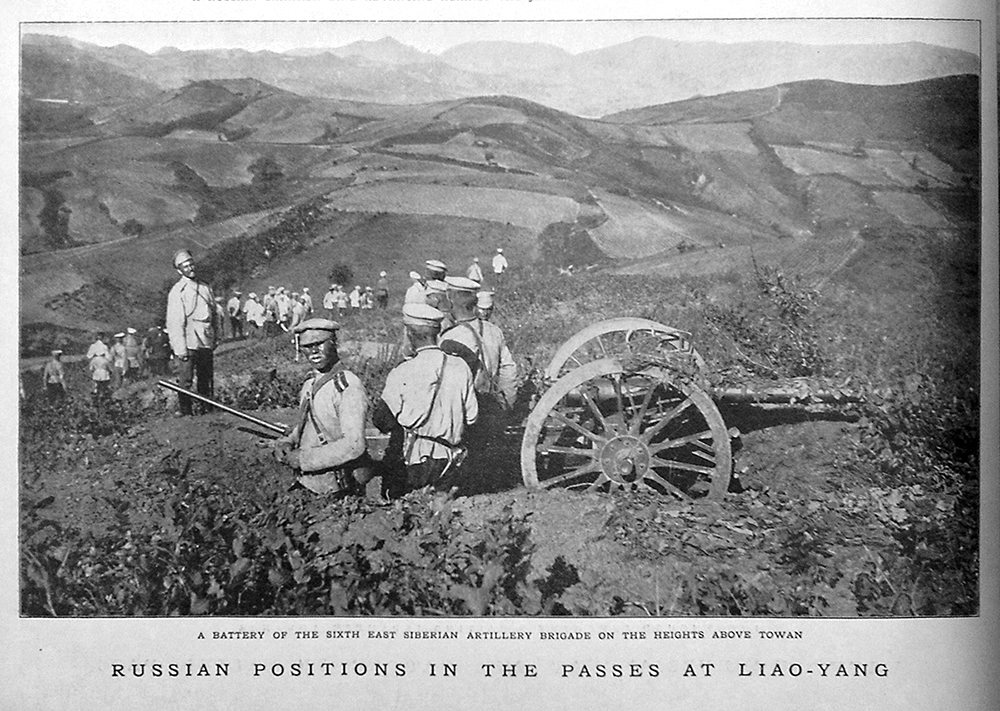
Rosyjskie działo polowe 76 mm M1900 z 6 Wschodnio-Syberyjskiego Strzeleckiego Dywizjonu Artylerii na wzgórzu przy Liaoyang, podczas wojny rosyjsko-japońskiej

3 Syberyjski Korpus Armijny (ros. 3-й Сибирский армейский корпус; 3 Syb. KA) – wyższy związek taktyczny Armii Imperium Rosyjskiego. Korpus istniał w latach 1900-1918.

## Historia

### Wojna rosyjsko-japońska
Korpus sformowano w 1900 r. w Irkuckim Okręgu Wojskowym pod dowództwem generała lejtnanta Siergieja Mylowa. 
W czasie wojny rosyjsko-japońskiej brał udział w bitwach nad rzeką Jalu, na przełęczy Motian, pod Liaoyang i pod Mukdenem i wraz z 1 Syberyjskim Korpusem Armijnym był jednym z najczęściej walczących rosyjskich głównych jednostek w czasie wojny.
Skład korpusu ogłoszono najwyższym rozkazem z 28 stycznia 1904 r. Zadaniem korpusu na początku wojny było uniemożliwienie lub spowolnienie desantu i posuwania się wojsk japońskich z Korei, w celu zyskania czasu na koncentrację pozostałych oddziałów armii mandżurskiej. 10 lutego 1904 r. Wschodnio-Syberyjskie Brygady Strzeleckie zostały przekształcone we Wschodnio-Syberyjskie Dywizje Strzeleckie. Na początku lutego 1904 r. 3 Wschodnio-Syberyjska Brygada Strzelecka wraz z dołączonym Dywizjonem Artylerii i kompanią saperów zaczęły zbliżać się do rzeki Jalu jako wschodnia awangarda, od 28 lutego wschodni oddział. W połowie lutego 9 Pułk był już w Shahechi, a 11 i 12 w Fengcheng. 10 Pułk rozpoczął wycofywanie się z Kaizhou dopiero 22 lutego. Transbajkalska Brygada Kozacka stanowiła rdzeń oddziału kawalerii generała dywizji Pawła Miszczenki, w skład którego wchodziły również 1. Argunski i Ussurijski pułki kozackie i który podlegał bezpośrednio namiestnikowi Jego Cesarskiej Mości na Dalekim Wschodzie. Na początku lutego, po otrzymaniu pozwolenia z Petersburga na prowadzenie rekonesansu w Korei, setki Kozaków rozpoczęło rozpoznanie wzdłuż drogi wiodącej z Ŭiju do Pjongjangu. 14 lutego stu dotarło do Pjongjangu, już zajętego przez Japończyków. Lecz 12 lutego Minister Wojny Aleksiej Kuropatkin wysłał depeszę, w której wyraził głębokie zaniepokojenie swoim „nadmiernym wydłużeniem wprzód” i powiedział, że konieczny jest powrót do rzeki Jalu. 15 lutego Miszczenko zaczął się wycofywać. 26 lutego 4 i 9 Wschodnio-Syberyskie Dywizje Strzeleckie zostały wyłączone ze składu korpusu, a zamiast nich włączono 1 Syberyjską Dywizję Piechoty, której pułki wciąż były w trakcie rozmieszczania.

### I wojna światowa
W czasie I wojny światowej korpus operował na froncie północno-zachodnim, a od sierpnia 1915 r. na froncie zachodnim. W okresie od sierpnia 1914 r. do lutego 1916 r. wchodził w skład 10 Armii, od kwietnia do września 1916 r. w 4 Armii, a od listopada 1916 r. do grudnia 1917 r. w 2 Armii. Korpus zasłynął bohaterską obroną Ełku (niem. Lyck) w lutym 1915 r. i faktycznie uratował front północno-zachodni przed upadkiem. Wykazał tę samą wytrzymałość we wszystkich kolejnych bitwach. Korpus został rozformowany na początku 1918 roku.

## Struktura organizacyjna
15-20 stycznia do 1 lipca 1904
Piechota Armii Mandżurskiejː
- 3 Wschodnio-Syberyjska Dywizja Strzelecka (3 Wschodnio-Syberyjska Brygada Strzelecka, Kwantuński Rejon Umocniony, Port Arthur)
  - 9 Wschodnio-Syberyjski pułk strzelecki
  - 10 Wschodnio-Syberyjski pułk strzelecki (bataliony 1 i 2)
  - 11 Wschodnio-Syberyjski pułk strzelecki (bataliony 1 i 2)
  - 12 Wschodnio-Syberyjski pułk strzelecki (bataliony 1 i 2)
  - Wschodnio-Syberyjski Strzelecki dywizjon artylerii (baterie 1, 2 i 3)
- 6 Wschodnio-Syberyjska Dywizja Strzelecka

Organizacja w 1914
- dowództwo i sztab – Irkuck
- 7 Syberyjska Dywizja Piechoty
- 8 Syberyjska Dywizja Piechoty
- 3 Wschodniosyberyjski dywizjon artylerii haubic
- 5 Syberyjski batalion saperów
- 2 Syberyjska kompania telegraficzna

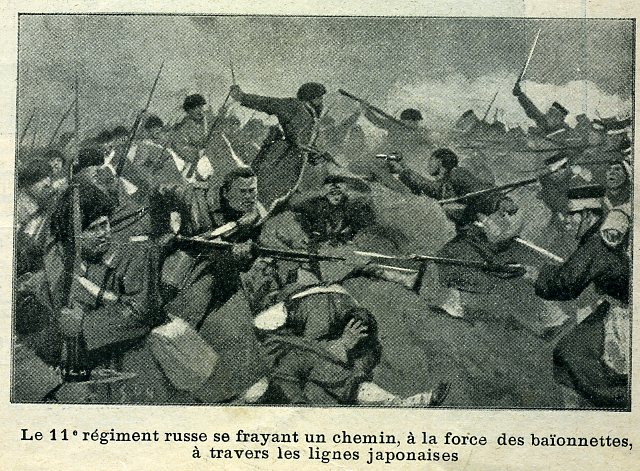
11 Syberyjski Pułk Strzelecki w walce na bagnety z japońskimi żołnierzami podczas bitwy na przełęczy Motian

## Korpus wchodził w skład armii
- Armia Mandżurska (29 stycznia 1904 – 28 października 1904)
- 1 Armia Mandżurska (28 października – 1906)
- Irkucki Okręg Wojskowy (190 – 1914)
- 10 Armii (2 sierpnia 1914 – 1 lutego 1916)
- 4 Armii (14 kwietnia –1 września 1914)
- 2 Armii (27 listopada – grudnia 1917)

## Dowódcy Korpusu
- gen. lejtnant S.N. Mylow (sierpień 1900 - styczeń 1901)
- gen. lejtnant A.M. Stessel (styczeń 1904 - lipiec 1905)
- gen. lejtnant N.I. Iwanow (wrzesień - grudzień 1905)
- gen. lejtnant P.K. Rennenkampf (czerwiec - grudzień 1906)
- gen. lejtnant N.N. Fleischer (grudzień 1906 - lipiec 1907)
- gen. lejtnant J.A. Radkiewicz (czerwiec 1908 - 1912)
- gen. lejtnant W.J. Buchholz (wrzesień 1912 - kwiecień 1913)
- gen. piechoty W.P. Korniejew (kwiecień 1913 - kwiecień 1914)
- gen. piechoty J.A. Radkiewicz (sierpień 1914 - kwiecień 1915)
- gen. lejtnant W.O. Trofimow (kwiecień 1915 - kwiecień 1917)
- gen. lejtnant A.J. Redko (kwiecień - lipiec 1917)
- gen. piechoty K.A. Kandratowicz (lipiec - październik 1917)
- gen. lejtnant W.F. Dżynkowski (od października 1917)